# Paractora jeanneli
Paractora jeanneli är en tvåvingeart som beskrevs av Seguy 1940. Paractora jeanneli ingår i släktet Paractora och familjen Helcomyzidae. Inga underarter finns listade i Catalogue of Life.